# Бидар
Бидар је град у Индији у држави Карнатака. Према незваничним резултатима пописа 2011. у граду је живело 211.944 становника.

## Становништво
Према незваничним резултатима пописа, у граду је 2011. живело 211.944 становника.
| 1991.   | 2001.   | 2011.   |
| ------- | ------- | ------- |
| 108.016 | 172.877 | 211.944 |